# Spondylurus sloanii
Spondylurus sloanii es una especie de escincomorfos de la familia Scincidae.

## Distribución geográfica
Es endémica de varias de las Islas Vírgenes: Little Tobago, Norman, Peter, Sal,  y San Thomas con los islotes Capella, Little Buck, Little Saba y Water Island.

## Estado de conservación
Se encuentra amenazada por la pérdida de su hábitat natural.